# کارولین مارثا بل
کارولین دالی مارثا بل (۱۸۷۴–۱۹۷۰) هنرمند و معلم آمریکایی بود که صحنه‌های آب و مناظر طبیعی را عمدتاً در منطقه پکنیک در جزیره لانگ آیلند، نیویورک نقاشی کرد. او همراه با دیگر هنرمندان زن محلی، اغلب نقاشی‌های سبک امپرسیونیستی را با هم می‌کشیدند.

## زندگی اولیه
کارولین مارثا بل در ۱ سپتامبر ۱۸۷۴ در نیویورک سیتی به دنیا آمد، او فرزند جکسون وود بل و لِتیشیا واندروورت بل بود، اگرچه والدینش زمانی که بل هنوز جوان بود از هم جدا شدند. بل تابستان‌ها را با مادرش در ساوتولد می‌گذراند، زیرا خانواده مادرش از نسل‌های اولیه مهاجران ساوتولد بودند.
در سال ۱۹۰۷ بل اقامت دائمی‌تری در متیتاک داشت، اما همچنان برای هنر خود سفر می‌کرد.

## حرفه
در حالی که بیشتر به خاطر صحنه‌های منطقه پکنیک شناخته شده است، بل بخشی از سال‌های اولیه خود را در وودستاک، نیویورک نقاشی می‌کرد در حالی که به دیدار پسر عموی خود جورج ریو و خانواده‌اش می‌رفت. برخی از آثار اولیه‌اش به سبک تونالیستی در نظر گرفته می‌شوند و بعداً به سبک امپرسیونیستی تبدیل شدند. بل تحت آموزش هنرمندان ادوارد بل (بدون رابطه خانوادگی) و ویتنی هابارد هم در وودستاک و هم در لانگ آیلند قرار گرفت. هنگامی که در قسمت شرقی لانگ آیلند مستقر شد، استودیوی خود را در لاو لین در متیتاک راه‌اندازی کرد. این منطقه از نورث فورک در این زمان میزبان بسیاری از هنرمندان دیگر بود که در اینجا زندگی و کار می‌کردند از جمله ادیت و هنری پریلوویتز و ایروینگ وایلز.
در حالی که در قسمت شرقی لانگ آیلند اقامت داشت، بل به همراه دیگر هنرمندان زن گروهی تشکیل داد که بعدها توسط یک مالک گالری محلی به امپرسیونیست‌های خلیج پکنیک شناخته شد. این گروه شامل هنرمندانی مانند جولیا ویکام، مورگریت مور هاوکینز، کلارا مور هاوارد و چند نفر دیگر بود. آنها اغلب در اطراف نورث فورک نقاشی می‌کردند و همچنین به دیگر مناطق نیویورک و نیو انگلند سفر می‌کردند و به بازدید از خلیج‌ها و روستاهای ماهیگیری می‌پرداختند. بل و گروهش اغلب در هنگام سفر به این مناطق در نقاشی‌های پلن‌اِیر شرکت می‌کردند. اگرچه بیشتر آثار بل عمدتاً حول منطقه نیو انگلند می‌چرخد، اما او همچنین به اروپا نیز سفر کرده است.
بل در دهه ۱۹۲۰ شروع به آموزش نقاشان مشتاق کرد، هم در استودیوی خود در متیتاک و هم در محل‌های نقاشی که به‌طور منظم به آنجا سفر می‌کرد. او سپس لقب‌های «ماما» و بیشتر معروف، «دالی» را از دیگر هنرمندان در دایره خود دریافت کرد. هر دو کلارا مور هاوارد و پسر عمویش مورگریت مور هاوکینز از شاگردان اولیه بل بودند و ادامه دادند تا با هم سفر کنند و نقاشی کنند. هاوکینز و بل حتی به رشد خود به عنوان هنرمند ادامه دادند و با امیله گروپه و آنتونی تیمه در گلاستر، ماساچوست کلاس گرفتند.
در دهه‌های ۱۹۳۰ و ۱۹۴۰، بل شروع به کسب شناخت و شهرت بیشتری برای آثارش کرد.

## نمایشگاه‌های برجسته
در طول دوران حرفه‌ای بل، او در حدود ۷۵ نمایشگاه در سراسر لانگ آیلند، نیویورک سیتی، بخش‌های شمالی نیویورک و ماساچوست شرکت کرد، جایی که ارتباطات محکمی با جوامع هنری در این مناطق داشت. در سال ۱۹۴۱، بل جایزه اول را در نمایشگاهی که توسط فدراسیون باشگاه‌های زنان لانگ آیلند برگزار شد، کسب کرد. امروز، نقاشی‌های بل همچنان در نمایشگاه‌ها در بسیاری از موزه‌ها و گالری‌های لانگ آیلند استفاده می‌شوند.
چند تا از باشگاه‌های هنری که بل به آن‌ها تعلق داشت عبارتند از:
- هنرمندان متحد لانگ آیلند
- جامعه هنرمندان گلاستر
- موزه گیلد هال
- انجمن ملی نقاشان و مجسمه‌سازان زن
- باشگاه هنری نورث فورک
- انجمن هنرهای ساحل شمالی
- موزه هنر پاریش
- موزه سافولک در استونی بروک (که اکنون موزه هنر آمریکایی لانگ آیلند، تاریخ و کالسکه‌ها) است
- انجمن هنر وودستاک

## مرگ
بل در سن ۹۶ سالگی در تاریخ ۲۵ اکتبر ۱۹۷۰ در حالی که در یک خانه سالمندان در کاچوگ زندگی می‌کرد، درگذشت.